# صحيح مسلم
صحيح مسلم هو أحد أهم كتب الحديث النبوي عند المسلمين من أهل السنة والجماعة، ويعتبرونه ثالث الكتب صحةً على الإطلاق بعد القرآن الكريم ثم صحيح البخاري. ويعتبر كتاب صحيح مسلم أحد كتب الجوامع وهي ما تحوي على جميع أبواب الحديث من عقائد وأحكام وآداب وتفسير وتاريخ ومناقب ورقاق وغيرها.
جمعه أبو الحسين مسلم بن الحجاج القشيري النيسابوري، وتوخّى فيه ألا يروي إلا الأحاديث الصحيحة التي أجمع عليها العلماء والمحدّثون، فاقتصر على رواية الأحاديث المرفوعة وتجنّب رواية المعلّقات والموقوفات وأقوال العلماء وآرائهم الفقهية، إلا ما ندر، أخذ في جمعه وتصنيفه قرابة خمس عشرة سنة، وجمع فيه أكثر من ثلاثة آلاف حديث بغير المكرر، وانتقاها من ثلاثمائة ألف حديث من محفوظاته.

## نبذة عن المؤلف
هو أبو الحسين مسلم بن الحجاج بن مسلم بن ورد بن كوشاذ القشيري النيسابوري، من أبرز علماء الحديث عند أهل السنة والجماعة. ولد في نيسابور حوالي عام 206 هـ، ونشأ في بيت علم وفضل حيث كان أبوه الحجاج من المشيخة. أقبل الإمام مسلم منذ صغره على سماع الحديث وحفظه، وكان أول سماع له عام 218 هـ وعمره آنذاك اثنتا عشرة سنة. أخذ العلم أولاً عن شيوخ بلاده وسمع الكثير من مروياتهم، وكانت له رحلة واسعة في طلب الحديث طاف خلالها البلاد الإسلامية عدة مرات، فرحل إلى الحجاز لأداء فريضة الحج والسماع من أئمة الحديث وكبار الشيوخ، وزار المدينة النبوية ومكة المكرمة ورحل إلى العراق فدخل البصرة وبغداد والكوفة ورحل إلى الشام ومصر والري. فمكث قرابة الخمسة عشرة عامًا في طلب الحديث، لقي فيها عددًا كبيرًا من الشيوخ، وجمع ما يزيد على ثلاثمائة ألف حديث. أثنى عليه علماء عصره ومن بعدهم، واعترفوا له بإمامته وبالتقدم والإتقان في علم الحديث، ومن أقوال العلماء فيه:
- قال فيه شيخه محمد بن عبد الوهّاب الفراء: «كان مسلم من علماء الناس وأوعية العلم».[10]
- وقال ابن الصلاح: «فرفعه الله تبارك وتعالى إلى مناط النجوم، وصار إماماً حجّة، يبدأ ذكره ويعاد في علم الحديث وغيره من العلوم».[11]
- وقال أحمد بن سلمة: «رأيت أبا زرعة وأبا حاتم يقدمان مسلم بن الحجاج في معرفة الصحيح على مشايخ عصرهما».[12]
- وقال النووي: «هو أحد أعلام أئمة هذا الشأن، وكبار المبرزين فيه، وأهل الحفظ والإتقان، والرحالين في طلبه إلى أئمة الأقطار والبلدان، والاعتراف له بالتقدم فيه بلا خلاف عند أهل الحذق والعرفان».[13] وغير ذلك كثير.

توفي الإمام مسلم بن الحجاج في نيسابور عشية يوم الأحد الخامس والعشرين من رجب عام 261 هـ عن عمر يناهز خمسًا وخمسين سنة. وترك العديد من المؤلفات أغلبها في علوم الحديث، وصلنا بعضها ولا يزال بعضها مفقوداً، ومن أهم مؤلفاته المطبوعة:
- كتاب الصحيح.
- التمييز.
- الكنى والأسماء.
- المنفردات والوحدان.
- الطبقات.

## اسم الكتاب ووصفه ومنهجه

### اسم الكتاب
لم ينص الإمام مسلم -في كتابه الصحيح- على تسميته ولذلك وقع الاختلاف في اسمه، فذُكرت له عدة تسميات:
- الجامع: ذكره الفيروزآبادي وابن حجر العسقلاني وحاجي خليفة والقنوجي وغيرهم.[5][15][16]
- المسند أو المسند الصحيح: هكذا سمّاه الإمام مسلم، ونصّ على هذا خارج كتاب الصحيح، فقال: «ما وضعت شيئا في كتابي هذا المسند إلا بِحُجّة.»[6]، وقال: «لو أَنَّ أهل الحديث يكتبون الحديث مائتي سنة فمدارهُم على هذا المسند.»[17] وقال: «صنفت هذا المسند الصحيح من ثلاث مائة ألف حديث مسموعة.»[18]
- المسند الصحيح المختصر من السنن بنقل العدل عن العدل عن رسول الله ﷺ: به سمّاه ابن خير الإشبيلي ونحوه التجيبي ولكن يُرجَّح على أنه وصف للكتاب لا اسم له.[19][20]
- الصحيح أو صحيح مسلم: وذكره بهذا الاسم ابن الأثير والنووي وابن خلكان والذهبي وابن كثير وغيرهم،[21][22][23][24][25] وهو أشهر الأسماء، وغلبت هذه التسمية وشاعت في كتب التفسير والحديث والفقه وغيرها حتى قال السمعاني: «المشهور كتابه الصحيح في الشرق والغرب.»[26]

### نسبته للمؤلف
تواتر عن مسلم بن الحجاج نسبة الجامع الصحيح له. فالعلم القاطع حاصل بأنه من تصنيفه حيث اتصلت الروايات بالإِسناد إليه، وانتقل صحيح الإمام مسلم إلى العلماء بالسماع، أو القراءة، أو المناولة، أو الإجازة جيلًا بعد جيل، فثبتت نسبة الكتاب إلى مؤلفه، قال النووي: «صحيح مسلم رحمه الله في نهاية من الشهرة وهو متواتر عنه من حيث الجملة فالعلم القطعي حاصل بأنه تصنيف أبى الحسين مسلم بن الحجاج» وقال السخاوي: «وهو -أعني الصحيح- تامّ الشهرة عن مصنّفه فالعلم القطعي حاصل بأنه تصنيفه من حيث قوة الشهرة التي يؤمَن معها التواطؤ على الباطل.»، ولم يرد شك أو خلاف بين المؤرخين والمحققين على ثبوت نسبة الكتاب إلى مسلم بن الحجاج، وقد دل على ذلك أمور عديدة أهمها:
- شهرة الكتاب واستفاضة ذكره بين العلماء المختصين بهذا الشأن قديماً وحديثاً.
- عزو الكتاب إلى المؤلف في جميع المخطوطات الموجودة للكتاب.
- وجود أسانيد رواة الكتاب إلى المؤلف وإثباتها على النسخ الخطية.
- النقل والاستفادة من الكتاب ونسبة الكتاب لمؤلفه عند علماء الإسلام الذين جاؤوا بعده وصنفوا الكتب في هذا العلم.

### سبب تأليفه ومكان ومدة تصنيفه
نص الإمام مسلم في مقدمة الصحيح على أن سبب تأليفه له هو تلبية طلب وإجابة سؤال، فذكر ذلك في خطبة كتابه حيث قال: «فإنك يرحمك الله بتوفيق خالقك ذكرت أنك هممت بالفحص عن تعرف جملة الأخبار المأثورة عن رسول الله ﷺ في سنن الدين وأحكامه، وما كان منها في الثواب، والعقاب، والترغيب، والترهيب وغير ذلك من صنوف الأشياء بالأسانيد التي بها نقلت وتداولها أهل العلم فيما بينهم، فأردت -أرشدك الله- أن توقف على جملتها مؤلفة محصاة، وسألتني أن ألخصها لك في التأليف بلا تكرار يكثر، فإن ذلك -زعمت مما يشغلك عما له قصدت من التفهم فيها والاستنباط منها، وللذي سألت أكرمك الله حين رجعت إلى تدبره وما تؤول به الحال إن شاء الله عاقبة محمودة ومنفعة موجودة، وظننت حين سألتني تجشم ذلك أن لو عزم لي عليه وقضي لي تمامه كان أول من يصيبه نفع ذلك إياي خاصة قبل غيري من الناس لأسباب كثيرة يطول بذكرها الوصف، إلا أن جملة ذلك أن ضبط القليل من هذا الشان وإتقانه أيسر على المرء من معالجة الكثير منه ولا سيما عند من لا تمييز عنده من العوام إلا بأن يوقفه على التمييز غيره فإذا كان الأمر في هذا كما وصفنا فالقصد منه إلى الصحيح القليل أولى بهم من ازدياد السقيم.»
وقد ذكر الخطيب البغدادي أن الإمام مسلم جمع الصحيح لأبي الفضل أحمد بن سلمة النيسابوري، فقال في ترجمة أحمد: «ثم جمع له مسلم الصحيح على كتابه.»
بالإضافة للسبب السابق، فقد كان من جملة العوامل التي دفعت مسلماً إلى تصنيف الكتاب ما رآه من سوء صنيع بعض من نصّب نفسه مُحدّثاً وعدم تورّعهم عن نشر الأحاديث الضعيفة، قال: «وبعد، يرحمك الله، فلولا الذي رأينا من سوء صنيع كثير ممن نصب نفسه محدثا، فيما يلزمهم من طرح الأحاديث الضعيفة، والروايات المنكرة، وتركهم الاقتصار على الأحاديث الصحيحة المشهورة مما نقله الثقات المعروفون بالصدق والأمانة، بعد معرفتهم وإقرارهم بألسنتهم أن كثيرا مما يقذفون به إلى الأغبياء من الناس هو مستنكر، ومنقول عن قوم غير مرضيين ممن ذم الرواية عنهم أئمة أهل الحديث مثل مالك بن أنس، وشعبة بن الحجاج، وسفيان بن عيينة، ويحيى بن سعيد القطان، وعبد الرحمن بن مهدي، وغيرهم من الأئمة، لما سهل علينا الانتصاب لما سألت من التمييز، والتحصيل، ولكن من أجل ما أعلمناك من نشر القوم الأخبار المنكرة بالأسانيد الضعاف المجهولة، وقذفهم بها إلى العوام الذين لا يعرفون عيوبها، خف على قلوبنا إجابتك إلى ما سألت.» فحرص على حفظ الدين وصيانة عوام المسلمين عما يخاف عليهم من الوقوع في غرر الأخبار المنكرة والروايات الضعيفة.
جمع الإمام مسلم كتابه الصحيح في بلده نيسابور حيث كانت عنده الدفاتر والورقات التي دوّن عليها الأحاديث التي سمعها في ترحاله من شيوخه، قال الحافظ ابن حجر العسقلاني: «صنف مسلم كتابه في بلده بحضور أصوله في حياة كثير من مشايخه فكان يتحرز في الألفاظ ويتحرى في السياق.» فكانت نتيجة ذلك التحرّي والتحرّز في رواية الحديث بألفاظه تماماً كما سمعها سببا في استغراقه زمناً طويلاً قي تصنيف الكتاب، ذلك ومع الاختصار البليغ والإيجاز التام وحسن الوضع وجودة الترتيب، كما ذكر ذلك السيوطي.
وقد مكث الإمام مسلم قرابة الخمس عشرة سنة في تصنيف الصحيح، كما ذكر ذلك أحمد بن سلمة النيسابوري تلميذ مسلم وصاحبه ورفيقه في الرحلة، قال:« كنت مع مسلم في تأليف صحيحه خمس عشرة سنة»، وقال النووي: «وقد انتخب علمه ولخص ما ارتضاه في هذا الكتاب وبقي في تهذيبه وانتقائه ست عشرة سنة.» والأظهر أن القول الأول أصح فأحمد بن سلمة كان ملازماً للإمام مسلم في تصنيف كتابه وهو أقرب له.

### وصف الصحيح
يعتبر صحيح مسلم من أمهات كتب الحديث النبوي عند أهل السنة والجماعة، وهو أحد كتب الجوامع، وثاني الصحيحين، وأحد الكتب الستة. وقد كان الإمام مسلم من أبرز الحفّاظ في عصره بشهادة معاصريه فانتخب أحاديث الصحيح من ثلاثمئة ألف حديث مما يحفظ كما مرّ سابقاً، ولم يروِ في الكتاب إلا الأحاديث التي أجمع العلماء على صحّتها، قال الدهلوي: «توخّى تجريد الصحاح المجمع عليها بين المحدثين المتصلة المرفوعة.» فلم يستوعب الإمام مسلم في الكتاب جميع الأحاديث الصحيحة، قال: «ليس كل شيء عندي صحيح وضعته ها هنا إنما وضعت ها هنا ما أجمعوا عليه.»  وقد جرى في ذلك مجرى البخاري في صحيحه، قال البخاري: «ما أدخلت في كتاب الجامع إلا ما صح، وقد تركت من الصحاح خوفا من التطويل.» وقد عمل الإمام مسلم على تنقيح الكتاب ومراجعته وعَرَضه على عدد من شيوخ وقته منهم الإمام أبو زرعة الرازي أحد أكبر الأئمة في علوم الحديث وعلم الجرح والتعديل، قال مسلم: «عرضت كتابي هذا على أبي زرعة الرازي، فكل ما أشار أن له علة تركته، وكل ما قال إنه صحيح وليس له علة خرّجته.»
ابتدأ الإمام مسلم كتابه بمقدمة أوضح فيها عمله في الكتاب وتحدث عن أصول علم الحديث وضمّن فيها منهجه والمبادئ التي سار عليها في تصنيفه وتأليفه والشروط الدقيقة التي توخّاها في اختيار الحديث الصحيح وانتقائه. وتكلّم عن منهج أهل الحديث في الشروط والصفات التي ينبغي أن تتوفر فيمن يُروى عنهم الحديث ويُؤخذ منهم، وتكلّم عن طريقة أخذ الحديث وكتابته وجَمْعِه، واختيار الشيوخ ورجال الإسناد. وقد ذكر بعض العلماء أن الإمام مسلم بن الحجّاج هو أول من وضع مقدّمة علميّة متكاملة لكتابه. ولم يشترط الإمام مسلم في المقدّمة ما اشترطه في متن الكتاب: من التزام الأحاديث الصحيحة وتجنّب الموقوفات والمقطوعات والآراء وغيرها. قال ابن القيم: «ومسلم لم يشترط فيها (المقدّمة) ما شرطه في الكتاب من الصحة فلها شأن ولسائر كتابه شأن آخر ولا يشك أهل الحديث في ذلك.»
ثم رتب الإمام مسلم صحيحه ترتيبًا فقهيًا دقيقًا على الكتب والأبواب دون تكرار أو تجزئة لها، وقد جمع روايات الحديث الواحد في مكان واحد لإبراز الفوائد الإسنادية والفقهية في كتابه، لذلك فإنه يروي الحديث في أنسب المواضع به ويجمع طرقه وأسانيده في ذلك الموضع، واقتصر على الأحاديث المرفوعة المتّصلة، ثم يسوق متن الحديث بتمامه وكماله من غير تقطيع ولا اختصار
وقسّم الإمام مسلم صحيحه إلى كتب حسب الموضوعات ككتاب الإيمان وكتاب الطهارة وكتاب الصلاة وكتاب الزكاة...إلخ، وعددها 54 كتاباً. ثم قسّم الكتب إلى أبواب فرعية إلا أنه لم يعنون لتلك الأبواب، قال شبير أحمد العثماني الديوبندي: «واعلم أن صحيح مسلم قد قريء على جامعه مع خلو أبوابه من التراجم.» ورجّح بعض العلماء أن مسلماً إنما فعل ذلك لئلا يزيد بها حجم الكتاب من جهة، وليشحذ القارئ ذهنه في استنباط الترجمة من جهة أخرى. والمعروف أن عنونة تراجم الأبواب الحالية المشهورة هي من وضع النووي أثناء شرحه لصحيح مسلم، وقد وضّح ذلك النووي فقال: «وقد ترجم جماعة أبوابه بتراجم بعضها جيد وبعضها ليس بجيد إما لقصور في عبارة الترجمة واما لركاكة لفظها واما لغير ذلك وانا ان شاء الله أحرص على التعبير عنها بعبارات تليق بها في مواطنها.»

### منهج مسلم وشرطه في الصحيح
كان الإمام مسلم دقيقاً في جرح الرواة وتعديلهم شأنه في ذلك شأن شيوخه من الأئمة المدققين كأحمد بن حنبل والبخاري وأبو زرعة الرازي وغيرهم، فقد اعتَبَر جرح الرواة بما فيهم جائزاً بل واجباً، وأسند في مقدّمة صحيحه أحاديث تفيد ترك أحاديث المتهمين والكذّابين وعدم الأخذ عنهم ووجوب الأخذ عن الرواة الثقات الأثبات. قال: ابن طاهر: «واعلم أن شرط البخاري ومسلم أن يُخرجا الحديث المُتفق على ثقة نقلته إلى الصحابي المشهور، من غير اختلاف بين الثقات الأثبات، ويكون إسناده متصلاً غير مقطوع، فإن كان للصحابي راويان فصاعداً فحسن، وإن يكن له إلا راوٍ واحد إذا صح الطريقُ إلى الراوي أخرجاه، إلا أن مسلماً أخرج أحاديث أقوامٍ ترك البخاري حديثهم، لشبهةٍ وقعت في نفسه، أخرج مسلم أحاديثهم بإزالة الشبهة، مثل حماد بن سلمة، وسهيل بن أبي صالح، وداود بن أبي هند، وأبي الزبير، والعلاء بن عبد الرحمن، وغيرهم.»
قال ابن رجب: «وأما مسلم فلا يخرج إلا حديث الثقة الضابط، ومن في حفظه بعض شيء، وتكلم فيه لحفظه، لكنه يتحرى في التخريج عنه، ولا يخرج عنه إلا ما لا يقال إنه مما وهم فيه.»
وقد اتّبع الإمام مسلم في صحيحه طريقة لتخريج الأحاديث عن الرواة فقسّمهم إلى ثلاثة أقسام، قال: «فإنا إن شاء الله مبتدئون في تخريج ما سألت وتأليفه، على شريطة سوف أذكرها لك، وهو إنا نعمد إلى جملة ما أسند من الأخبار عن رسول الله صلى الله عليه وسلم، فنقسمها على ثلاثة أقسام، وثلاث طبقات من الناس.»، وقد أخرج مسلم في صحيحه للرواة من القسمين الأول والثاني وترك روايات القسم الثالث، وهذه الأقسام هي:
- الأول: ما رواه الحفاظ المتقنون، قال: «فأما القسم الأول، فإنا نتوخى أن نقدم الأخبار التي هي أسلم من العيوب من غيرها، وأنقى من أن يكون ناقلوها أهل استقامة في الحديث، وإتقان لما نقلوا، لم يوجد في روايتهم اختلاف شديد، ولا تخليط فاحش، كما قد عثر فيه على كثير من المحدثين، وبان ذلك في حديثهم.»[53]
- والثاني: ما رواه المتوسطون في الحفظ والإتقان. قال: «فإذا نحن تقصينا أخبار هذا الصنف من الناس (القسم الأول)، أتبعناها أخبارا يقع في أسانيدها بعض من ليس بالموصوف بالحفظ والإتقان، كالصنف المقدم قبلهم، على أنهم وإن كانوا فيما وصفنا دونهم، فإن اسم الستر، والصدق، وتعاطي العلم يشملهم... فهم وإن كانوا بما وصفنا من العلم، والستر عند أهل العلم معروفين، فغيرهم من أقرانهم ممن عندهم ما ذكرنا من الإتقان، والاستقامة في الرواية يفضلونهم في الحال والمرتبة، لأن هذا عند أهل العلم درجة رفيعة، وخصلة سنية.»[54]
- والثالث: ما رواه الضعفاء والمتروكون، وهو لا يتشاغل بأهل هذا القسم ولا يخرج لهم، قال: «فأما ما كان منها عن قوم هم عند أهل الحديث متهمون، أو عند الأكثر منهم، فلسنا نتشاغل بتخريج حديثهم، ... وكذلك من الغالب على حديثه المنكر، أو الغلط أمسكنا أيضا عن حديثهم.»[55]

وهذا المنهج ليس خاصّا به أو قاصراً عليه فإنّما هو تطبيق عملي لطريقة أهل الحديث في التعامل مع الرواة والأحاديث. قال ابن الصلاح: «شرط مسلم في صحيحه: أن يكون الحديث متصل الإسناد بنقل الثقة عن الثقة من أوله إلى منتهاه سالماً من الشذوذ، ومن العلة، وهذا هو حد الحديث الصحيح في نفس الأمر.»

### عدد أحاديث الكتاب
اختلف العلماء قديماً وحديثاً في عدد أحاديث الكتاب وذلك لاختلافهم في عدّ الأصول دون المكررات، واختلافهم في عدّ المكررات بالمتابعات والشواهد، قال أبو قريش الحافظ لأبي زرعة الرازي -عن الإمام مسلم-: «هذا جمع أربعة آلاف حديث في الصحيح.» وقد أوضح ابن الصلاح مراد أبي قريش فقال: «أراد والله أعلم إن كتابه هذا أربعة آلاف حديث أصول دون المكررات»، وقال رفيق الإمام مسلم وتلميذه أحمد بن سلمة: «اثنا عشر ألف حديث.»، قال الذهبي معلّقاً: «يعني بالمكرر، بحيث إنه إذا قال: حدثنا قتيبة، وأخبرنا ابن رمح يعدان حديثين، اتفق لفظهما أو اختلف في كلمة.». وقال الميانجي: «ثمانية آلاف حديث.» وعلّق الزركشي: «لعلّ هذا أقرب»، وذكر حاجي خليفة وصديق حسن خان أن عدد أحاديثه 7275 حديثاً.
وأما من المعاصرين فقد عدّ أحاديثه محمد فؤاد عبد الباقي في النسخة التي اعتنى بها وقال: بلغت عدة الأحاديث الأصلية في صحيح مسلم 3033 حديثاً. وهذا من دون المكرر. وقد جمع الشيخ مشهور حسن آل سلمان عدد الأحاديث بالمكرر من خلال عدّ محمد فؤاد عبد الباقي فبلغت 5770 حديثاً، إلا أن الترقيم الذي وضعه محمد فؤاد عبد الباقي هو للأحاديث الأصول في الباب دون المتابعات والشواهد، وفد تتبّع عددها الشيخ مشهور فبلغت 1615 حديثاً عدا ثلاثة أحاديث في المقدمة فيكون عدد أحاديث الكتاب بالمكرر ومع الشواهد والمتابعات 7385 حديثاً بدون أحاديث المقدّمة وعددها 10 أحاديث.

## مكانة الكتاب واهتمام العلماء به

### مكانته
يحتل صحيح مسلم مكانة متقدمة بين كتب الحديث المصنفة عند أهل السنة والجماعة حيث يعتبر ثاني أصح الكتب المصنفة في الحديث بعد صحيح البخاري، وثالث أصحّ الكتب على الإطلاق بعد القرآن الكريم ثم صحيح البخاري، وقد ذكر ذلك العديد من العلماء ونقل بعضهم إجماع الأمة على ذلك:
- قال ابن الصلاح: «وكتاباهما (البخاري ومسلم) أصح الكتب بعد كتاب الله العزيز».[64]
- وقال النووي: «أجمعت الأمة على صحة هذين الكتابين (البخاري ومسلم)، ووجوب العمل بأحاديثهما».[65] وقال: «وأصح مصنّف في الحديث، بل في العلم مطلقاً: الصحيحان».[66] وقال: «اتفق العلماء رحمهم الله على أن أصح الكتب بعد القرآن العزيز الصحيحان البخاري ومسلم وتلقتهما الامة بالقبول».[38]
- وقال المازري: «هو أحد الصحيحين اللّذين هما أصح الكتب بعد كتاب الله تعالى».[67]
- وقال السخاوي: «صحيح البخاري وصحيح مسلم أصح الكتب بعد كتاب الله تعالى».[68]
- وقال إمام الحرمين الجويني: «لو حلف إنسان بطلاق امرأته: أن ما في الصحيحين مما حكما بصحته من قول النبي صلى الله عليه وسلم لما ألزمته الطلاق، لإجماع علماء المسلمين على صحته».[69]
- وقال ابن تيمية: «فإن الذي اتفق عليه أهل العلم أنه ليس بعد القرآن كتاب أصح من كتاب البخاري ومسلم».[70]
- وقال ابن حجر العسقلاني: «وكتاباهما (البخاري ومسلم)أصح الكتب بعد كتاب الله العزيز.»[71]
- وقال صديق حسن خان: «إن السلف والخلف جميعا قد أطبقوا على أن أصح الكتب بعد كتاب الله تعالى صحيح البخاري ثم صحيح مسلم».[72]
- وقال الألباني: «والصحيحان هما أصح الكتب بعد كتاب الله تعالى باتفاق علماء المسلمين من المحدثين وغيرهم».[73]
- وقال الشيخ عبد المحسن العباد: «ويتّفقان (صحيحا البخاري ومسلم) في أن العلماء تلقوهما بالقبول واعتبروهما أصح الكتب بعد كتاب الله العزيز».[74]

ومما قيل عن صحيح مسلم خاصّة في بيان مكانة الكتاب وفضله ومدح منهجه وطريقته:
- قال أبو علي النيسابوري: «ما تحت أديم السماء أصح من كتاب مسلم بن الحجاج في علم الحديث».[75]
- وقال مسلمة بن القاسم القرطبي: «مسلم بن الحجاج النيسابوري جليل القدر ثقة من أئمة المحدثين له كتاب في الصحيح، لم يضع أحد مثله».[76]
- وقال الذهبي: «كتاب نفيس كامل في معناه، فلما رآه الحفاظ أعجبوا به».[77]
- وقال النووي: «ومن حقق نظره في صحيح مسلم رحمه الله واطلع على ما أودعه في أسانيده وترتيبه وحسن سياقته وبديع طريقته من نفائس التحقيق وجواهر التدقيق وانواع الورع والاحتياط والتحري في الرواية وتلخيص الطرق واختصارها وضبط متفرقها وانتشارها وكثرة اطلاعه واتساع روايته وغير ذلك ما فيه من المحاسن والأعجوبات واللطائف الظاهرات والخفيات عَلِمَ أنه إمامٌ لا يلحقه من بعد عصره وقل من يساويه بل يدانيه من أهل وقته ودهره وذلك فضل الله يؤتيه من يشاء».[78]
- وقال ابن حجر العسقلاني: «حصل لمسلم في كتابه حظ عظيم مفرط لم يحصل لأحدٍ مثله بحيث أن بعض الناس كان يفضله على صحيح محمد بن إسماعيل، وذلك لما اختص به من جميع الطرق وجودة السياق والمحافظة على أداء الألفاظ كما هي من غير تقطيع ولا رواية بمعنى، وقد نسج على منواله خلق عن النيسابوريين فلم يبلغوا شأوه وحفظت منهم أكثر من عشرين إماما ممن صنف المستخرج على مسلم فسبحان المعطي الوهّاب».[5]

وقد اعتنى العلماء على مرّ العصور بصحيح مسلم عناية فائقة وبذلوا جهوداً علمية كبيرة في خدمة هذا الكتاب، وتجلّت مظاهر هذه العناية في الكثير من المجالات من حِفظٍ وتدريسٍ وإقراءٍ وسماع، ودراسة لرجاله وأسانيده وضبط رواياته وتحريرها. واُلّفت حوله الكثير من الكتب من مستخرجات ومستدركات ومختصرات وتراجم وشروح وغيرها.

### شروح الكتاب

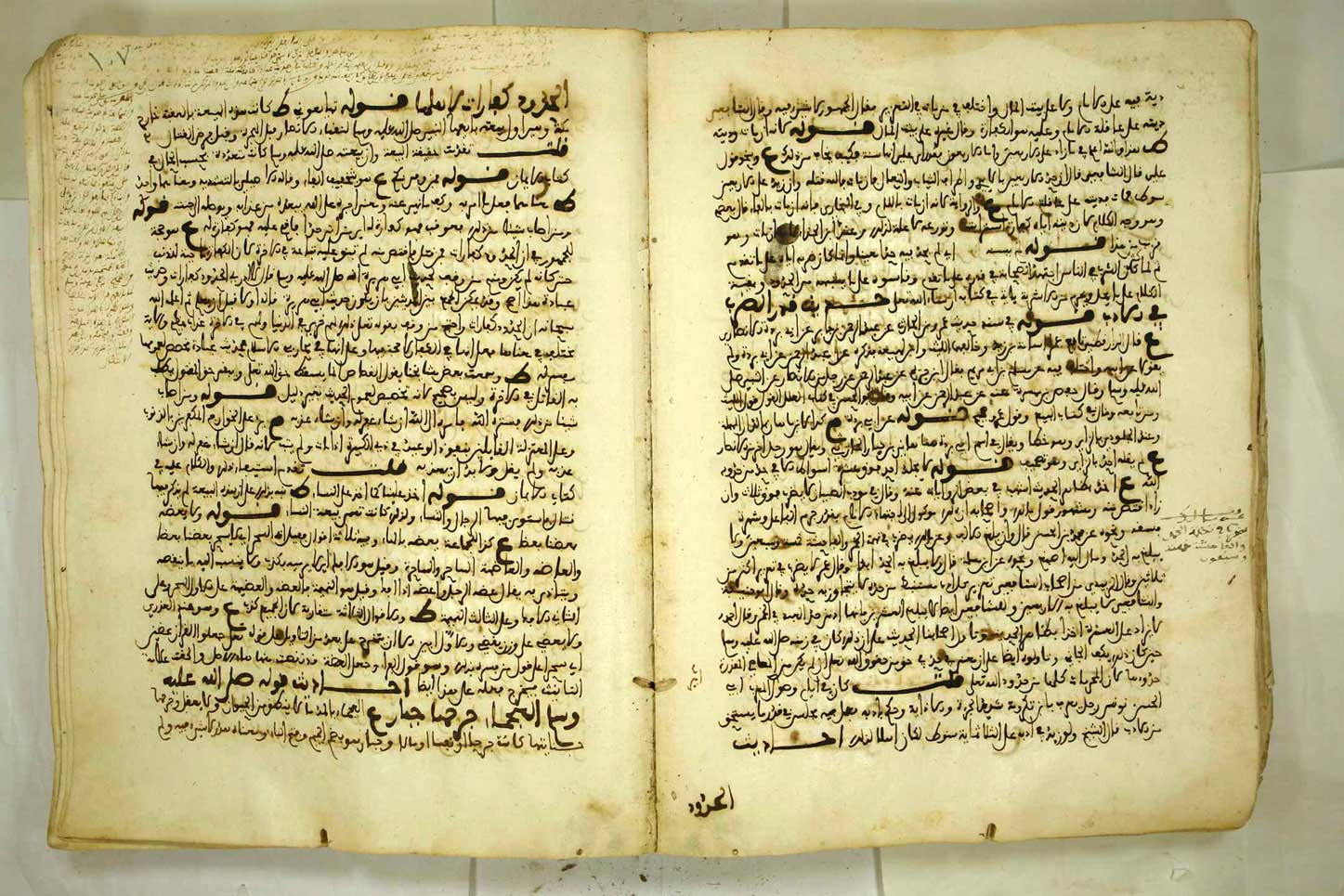
صفحة من مخطوط إكمال إكمال المعلم شرح صحيح مسلم لأبي عبد الله محمد بن خليفة الأبّي المالكي. يرجع تاريخ نسخها إلى عام 878 هـ/ حوالي 1473 م.

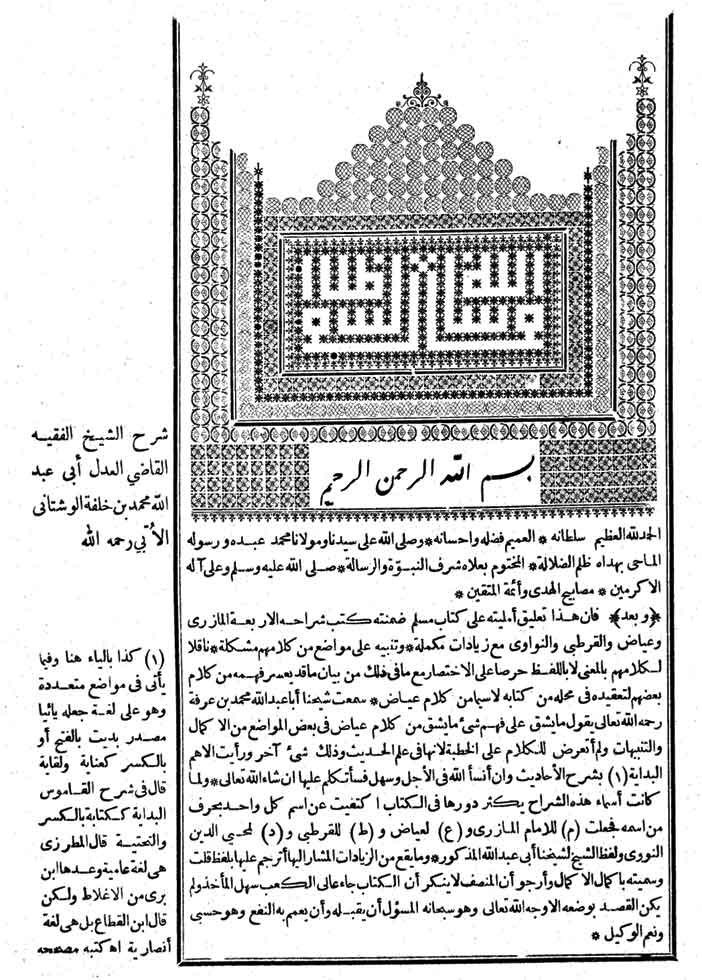
صفحة من إكمال إكمال المعلم شرح صحيح مسلم للأبّي. طبعة مكتبة السعادة عام 1328 هـ/ حوالي 1910 م.

أُلّف في شرح صحيح مسلم عدد كبير جداً من المؤلفات وصل عددها قرابة 64 شرحاً بالعربية وخمسة بغير العربية، من أهمّ هذه الشروح وأشهرها:
- المعلم بفوائد كتاب صحيح مسلم: لأبي عبد الله محمد بن علي المازري، المتوفى عام 536 هـ.
- إكمال المعلم في شرح صحيح مسلم: للقاضي عياض بن موسى اليحصبي المالكي، المتوفى عام 544 هـ.
- المفهم لما أشكل من تلخيص كتاب مسلم: لأبي العباس أحمد بن عمر بن إبراهيم القرطبي المتوفى عام 611 هـ.
- المنهاج في شرح الجامع الصحيح للحسين بن الحجاج: للإمام أبو زكريا محيي الدين يحيى بن شرف النووي الشافعي، المتوفى عام 676 هـ. وهو أشهر شروح صحيح مسلم.
- إكمال إكمال المعلم: لأبي عبد الله محمد بن خليفة الأبي المالكي، المتوفى عام 728 هـ، جمع في شرحه بين المازري وعياض والقرطبي والنووي.
- مكمّل إكمال الكمال: لمحمد بن يوسف السنوسي، المتوفى عام 795 هـ.
- الديباج على صحيح مسلم بن الحجاج: لجلال الدين السيوطي المتوفى عام 911 هـ.
- شرح شيخ الإسلام زكريا الأنصاري الشافعي المتوفى 926 هـ.
- شرح الشيخ علي القاري الهروي الحنفي المتوفى عام 1016 هـ.
- السراج الوهاج من كشف مطالب صحيح مسلم بن الحجاج: لصديق حسن خان القنوجي، المتوفى عام 1307 هـ، وهو شرح على (مختصر صحيح مسلم) للحافظ المنذري، المتوفى سنة 656 هـ.[82]
- منة المنعم شرح صحيح مسلم: لصفي الرحمن المباركفوري، المتوفى عام 1362 هـ.
- فتح الملهم بشرح صحيح مسلم: لشبير أحمد العثماني الديوبندي، المتوفى عام 1369 هـ.
- تكملة فتح الملهم بشرح صحيح مسلم: لمحمد تقي العثماني.
- فتح المنعم شرح صحيح مسلم: لموسى شاهين لاشين.
- الكوكب الوهاج والروض البهاج في شرح صحيح مسلم بن الحجاج: لمحمد أمين بن عبد الله الهرري الأثيوبي.

### المستدركات
حيث أن مسلماً لم يخرج في الكتاب كلّ الأحاديث الصحيحة فقد استدرك عليه جماعة من العلماء، ومن هذه المستدركات:
- الإلزامات: لأبي الحسن علي بن عمر الدارقطني، المتوفى عام 385 هـ.
- المستدرك على الصحيحين: للحاكم النيسابوري، المتوفى عام 405 هـ.
- المستخرج على الإلزامات: لأبي ذر عبد بن أحمد الهروي، المتوفى عام 434 هـ.

### المستخرجات
وقام عدد من العلماء بتصنيف المستخرجات على الكتاب، والمستخرج هو أن يأتي أحد العلماء ويروي أحاديث الكتاب بأسانيده هو لنفسه من غير طريق المؤلف، ومن هذه المستخرجات:
- المسند الصحيح: لأبي بكر محمد بن محمد بن رجاء النيسابوري، المتوفى عام 286 هـ. وهو من معاصري الإمام مسلم ويشاركه في أكثر شيوخه.
- مستخرج أبي الفضل أحمد بن سلمة النيسابوري البزّار، المتوفى عام 286 هـ.
- مستخرج أبي جعفر أحمد بن حمدان الحيري، المتوفى عام 311 هـ.
- مستخرج أبي الوليد حسّان بن محمد القرشي الفقيه الشافعي، المتوفى عام 344 هـ.
- مستخرج أبي حامد أحمد بن محمد الشاركي الهروي، المتوفى عام 350 هـ.
- مستخرج أبي الشيخ عبد الله بن محمد بن جعفر بن حيّان الأصبهاني، المتوفى عام 369 هـ.
- مستخرج أبي بكر محمد بن عبد الله الجوزقي الشافعي، المتوفى عام 388 هـ.
- المستخرج على صحيح مسلم: لأبي نعيم أحمد بن عبد الله الأصبهاني، المتوفى عام 430 هـ.

### الجمع بين الصحيحين
وصنّف عدد من العلماء كتباً قاموا فيها بجمع الأحاديث التي اتفق على روايتها الإمامان البخاري ومسلم في صحيحيهما، ومن هذه الكتب:
- الجمع بين الصحيحين: لمحمد بن عبد الله الجوزقي، المتوفى عام 388 هـ.
- الجمع بين الصحيحين: لأبي عبد الله محمد بن أبي نصر فتوح الحميدي، المتوفى عام 466 هـ.
- الجمع بين الصحيحين: لأبي محمد عبد الحق بن عبد الرحمن الإشبيلي، المتوفى عام 582 هـ.
- الجمع بين الصحيحين مع حذف السند والمكرر من البين: لأبي حفص عمر بن بدر بن سعيد، ضياء الدين الكردي الحنفي، المتوفى عام 622 هـ.
- اللؤلؤ والمرجان فيما اتفق عليه الشيخان: لمحمد فؤاد عبد الباقي، المتوفى عام 1388 هـ.

### المختصرات
وقام عدد من العلماء باختصار الكتاب بحذف الأسانيد وعزو الحديث إلى الصحابي مباشرة، أو حذف الأحاديث المكررة في الباب، ومن هذه المختصرات:
- مختصر صحيح مسلم: لأبي عبد الله محمد بن عبد الله بن تومرت، المتوفى عام 524 هـ.
- مختصر صحيح مسلم: لأبي العباس أحمد بن عمر الأنصاري القرطبي، المتوفى عام 656 هـ.
- مختصر صحيح مسلم: لأبي محمد زكي الدين عبد العظيم بن عبد القوي المنذري، المتوفى عام 656 هـ.
- مختصر صحيح مسلم: لأبي زكريا يحيى بن شرف النووي، المتوفى عام 679 هـ.
- مختصر صحيح مسلم: لمحمد ناصر الدين الألباني، المتوفى عام 1420 هـ.

### رجال الصحيح
كما اعتنى العلماء بدراسة أحوال وتراجم الرواة الذين أخرج عنهم الإمام مسلم في صحيحه، من شيوخه وشيوخ شيوخه وصولاً إلى التابعين والصحابة، ومن هذه الكتب:
- رجال صحيح مسلم: لأبي بكر أحمد بن منجويه الأصبهاني، المتوفى عام 428 هـ.
- المنهاج في رجال مسلم بن الحجاج: لعبد الله بن أحمد بن سعيد بن يربوع الإشبيلي، المتوفى عام 522 هـ.
- رجال مسلم بن الحجاج: لأبي العباس أحمد بن طاهر الأنصاري الداني، المتوفى عام 532 هـ.
- تسمية رجال صحيح مسلم الذين انفرد بهم مسلم عن البخاري: لأبي عبد الله محمد بن أحمد بن عثمان بن قَايْماز الذهبي، المتوفى عام 748 هـ.
- أسماء رجال مسلم: لعبد الله الطيب بن عبد الله بامخرمة، المتوفى عام 947 هـ.
- خلاصة القول المفهم على تراجم جامع الإمام مسلم: لمحمد أمين بن عبد الله الهرري.

## المآخذ على الكتاب
على الرغم من مكانة الكتاب المتقدمة وإجماع العلماء على أنه ثاني أصح الكتب المصنفة في الحديث بعد صحيح البخاري، إلا أنهم بيّنوا أن هذا ليس معناه أصحيّة كل حديث فيه بالنسبة لما سواه، بل أصحيّة الجملة إلى الجملة، كما هو الحال في تفضيل صحيح البخاري على صحيح مسلم، فليس المقصود منه أن كلّ حديث في صحيح البخاري أصحّ من كلّ حديث في صحيح مسلم، بل أن جملة ما في صحيح البخاري أصحّ. وعلى هذا فلا يستدلّ بكون حديث معيّن في الصحيحين أصحّ من سائر الصحاح إلا بعد تبيّن وجوه الأصحيّة في ذلك الحديث بعينه. قال الألباني: «وليس معنى ذلك أن كل حرف أو لفظة أو كلمة في الصحيحين هو بمنزلة ما في القرآن لا يمكن أن يكون فيه وهم أو خطأ في شيء من ذلك من بعض الرواة، كلا. فلسنا نعتقد العصمة لكتاب بعد كتاب الله تعالى أصلا، فقد قال الإمام الشافعي وغيره: "أبى الله أن يتم إلا كتابه"، ولا يمكن أن يدعي ذلك أحد من أهل العلم ممن درسوا الكتابين دراسة تفهم وتدبر مع نبذ التعصب، وفي حدود القواعد العلمية الحديثة، لا الأهواء الشخصية، أو الثقافة الأجنبية عن الإسلام وقواعد علمائه.»
وقد كان لبعض العلماء مآخذ وانتقادات على الكتاب، قال النووي: «قد استدرك جماعة على البخارى ومسلم أحاديث أخلا بشرطهما فيها ونزلت عن درجة ما التزماه» وعقّب ابن حجر العسقلاني: «ينبغي لكل منصف أن يعلم أن هذه الأحاديث وإن كان أكثرها لا يقدح في أصل موضوع الكتاب فإن جميعها وارد من جهة أخرى. وهي ما ادعاه الإمام أبو عمرو بن الصلاح وغيره من الإجماع على تلقي هذا الكتاب بالقبول والتسليم لصحة جميع ما فيه. فإن هذه المواضع متنازع في صحتها فلم يحصل لها من التلقي ما حصل لمعظم الكتاب. وقد تعرض لذلك بن الصلاح في قوله: إلا مواضع يسيرة انتقدها عليه الدارقطني وغيره»، وقال عبد الرحمن المباركفوري: «أخرج مسلم عن بعض الضعفاء ولا يضره ذلك، فإنه يذكر أولاً الحديث بأسانيد نظيفة ويجعله أصلاً، ثم يتبعه بإسناد أو أسانيد فيها بعض الضعفاء على وجه التأكيد.» وقال ابن تيمية: «ومما قد يسمى صحيحا ما يصححه بعض علماء الحديث وآخرون يخالفونهم في تصحيحه فيقولون: هو ضعيف ليس بصحيح مثل ألفاظ رواها مسلم في صحيحه ونازعه في صحتها غيره من أهل العلم.» وقال: «جمهور ما أنكر على البخاري مما صححه يكون قوله فيه راجحا على قول من نازعه. بخلاف مسلم بن الحجاج فإنه نوزع في عدة أحاديث مما خرجها وكان الصواب فيها مع من نازعه.» وعلّق الشيخ عبد العزيز بن باز: «وإذا كان في بعض الرجال المخرج لهم في الصحيحين ضعف فإن صاحبي الصحيح قد انتقيا من أحاديثهم ما لا بأس به، مثل: إسماعيل بن أبي أويس، ومثل عمر بن حمزة بن عبد الله بن عمر بن الخطاب، وجماعات فيهم ضعف لكن صاحبي الصحيح انتقيا من أحاديثهم ما لا علة فيه؛ لأن الرجل قد يكون عنده أحاديث كثيرة فيكون غلط في بعضها أو رواها بعد الاختلاط إن كان ممن اختلط، فتنبه صاحبا الصحيحين لذلك فلم يرويا عنه إلا ما صح عندهما سلامته.»
وقال ابن تيمية: «جمهور ما صححاه كان قبلهما عند أئمة الحديث صحيحا متلقى بالقبول، وكذلك في عصرهما وكذلك بعدهما قد نظر أئمة هذا الفن في كتابيهما، ووافقوهما على تصحيح ما صححاه، إلا مواضع يسيرة نحو عشرين حديثا، انتقدها عليهما طائفة من الحفاظ، وهذه المواضع المنتقدة غالبها في مسلم، وقد انتصر طائفة لهما فيها، وطائفة قررت قول المنتقدة، والصحيح التفصيل، فإن فيها مواضع منتقدة بلا ريب.»
وفصّل الحافظ ابن حجر العسقلاني في توضيح هذه الانتقادات فقال: «وأما من حيث التفصيل فالأحاديث التي انتقدت عليهما تنقسم أقساما:
- القسم الأول منها: ما تختلف الرواة فيه بالزيادة والنقص من رجال الإسناد، فإن أخرج صاحب الصحيح الطريق المزيدة، وعلله الناقد بالطريق الناقصة، فهو تعليل مردود ...وإن أخرج صاحب الصحيح الطريق الناقصة وعلله الناقد بالطريق المزيدة تضمن اعتراضه دعوى انقطاع فيما صححه المصنف ...فمحصل الجواب عن صاحب الصحيح أنه إنما أخرج مثل ذلك في باب ماله متابع وعاضد، أو ما حفته قرينة في الجملة تقويه، ويكون التصحيح وقع من حيث المجموع.
- القسم الثاني منها: ما تختلف الرواة فيه بتغيير رجال بعض الإسناد ... فالتعليل بجميع ذلك من أجل مجرد الاختلاف غير قادح، إذ لا يلزم من مجرد الاختلاف اضطراب يوجب الضعف فينبغي الإعراض أيضا عما هذا سبيله.
- القسم الثالث منها: ما تفرد بعض الرواة بزيادة فيه دون من هو أكثر عددا أو أضبط ممن لم يذكرها : فهذا لا يؤثر التعليل به إلا إن كانت الزيادة منافية بحيث يتعذر الجمع، أما إن كانت الزيادة لا منافاة فيها بحيث تكون كالحديث المستقل فلا، اللهم إلا إن وضح بالدلائل القوية أن تلك الزيادة مدرجة في المتن من كلام بعض رواته ، فما كان من هذا القسم فهو مؤثر.
- القسم الرابع منها: ما حكم فيه بالوهم على بعض رجاله ، فمنه ما يؤثر ذلك الوهم قدحا، ومنه ما لا يؤثر.
- القسم الخامس منها: ما اختلف فيه بتغيير بعض ألفاظ المتن ، فهذا أكثره لا يترتب عليه قدح لإمكان الجمع في المختلف من ذلك ، أو الترجيح ، على أن الدارقطني وغيره من أئمة النقد لم يتعرضوا لاستيفاء ذلك من الكتابين كما تعرضوا لذلك في الإسناد.» إلى أن قال: «ولا يظهر منها ما يؤثر في أصل موضوع الكتاب بحمد الله إلا النادر»[90]

وقد ردّ ابن الصلاح على من انتقد الإمام مسلم في روايته عن بعض الضعفاء أو المتوسطين الواقعين في الطبقة الثانية فقال: «والجواب أن ذلك لأحد أسباب لا معاب عليه معها:
- أحدها: أن يكون ذلك فيمن هو ضعيف عند غيره ثقة عنده ولا يقال إن الجرح مقدم على التعديل وهذا تقديم للتعديل على الجرح لأن الذي ذكرناه محمول على ما إذا كان الجرح غير مفسر السبب فأنه لا يعمل به.
- الثاني: أن يكون ذلك واقعا في الشواهد والمتابعات لا في الأصول وذلك بأن يذكر الحديث أولا بإسناد نظيف رجاله ثقات ويجعله أصلا ثم يتبع ذلك بإسناد آخر أو أسانيد فيها بعض الضعفاء على وجه التأكيد بالمتابعة أو لزيادة فيه تنبه على فائدة فيما قدمه.
- الثالث: أن يكون ضعف الضعيف الذي احتج به طرأ بعد أخذه عنه باختلاط حدث عليه غير قادح فيما رواه من قبل في زمان سدادة واستقامته.
- الرابع: أن يعلو بالشخص الضعيف إسناده وهو عنده برواية الثقات نازل فيذكر العالي ولا يطول بإضافة النازل إليه مكتفيا بمعرفة أهل الشأن بذلك.»[91]

ومن أهم الكتب التي صنّفت في هذا الباب:
- علل الأحاديث في كتاب صحيح مسلم: لأبي الفضل محمد بن أبي الحسين ابن عمار الشهيد، المتوفى عام 317 هـ.
- التتبع: لأبي الحسن علي بن عمر الدارقطني، المتوفى عام 385 هـ.
- الأجوبة عما أشكل الشيخ الدارقطني على صحيح مسلم بن الحجاج: لأبي مسعود الدمشقي، المتوفى عام 401 هـ.
- صيانة صحيح مسلم من الإخلال والغلط وحمايته من الإسقاط والسقط: لأبي عمرو عثمان بن عبد الرحمن المعروف بابن الصلاح، المتوفى عام 643 هـ.
- غرر الفوائد المجموعة في بيان ما وقع في صحيح مسلم من الأحاديث المقطوعة: لأبي الحسين يحيى بن علي المعروف بالرشيد العطار، المتوفى عام 662 هـ.
- تنبيه المعلم بمبهمات صحيح مسلم: لأبي ذر أحمد بن إبراهيم بن سبط ابن العجمي، المتوفى عام 884 هـ.
- الوقوف على ما في صحيح مسلم من الموقوف وعوالي مسلم: لشهاب الدين أحمد بن علي بن حجر العسقلاني، المتوفى عام 852 هـ.
- بين الإمامين مسلم والدارقطني: لربيع بن هادي المدخلي.

## النسخ الخطية للكتاب
يوجد لصحيح مسلم عدة نسخ خطية محفوظة في مكتبات العالم، ومنها:
- نسخة مكتبة الإسكوريال، وهي محفوظة تحت رقم (1007)، وتقع في 294 ورقة، وتاريخ نسخها 559 هـ، وهي نسخة تامّة من بداية الكتاب إلى نهايته، ليس بها سقط أو خرم، كُتبت بخط نسخي مغربي.
- نسخة مكتبة القرويين، وهي محفوظة تحت رقم (345 / 3ب)، وتقع في 218 ورقة، وتاريخ نسخها 573 هـ، وتعرف هذه النسخة أيضاً بنسخة ابن خير، وهي من أشهر النسخ وأجودها، قال الكتاني: «تعد أعظم أصل موجود من صحيح مسلم في أفريقية.»[92] وهي نسخة تامّة من بداية الكتاب إلى نهايته، ليس بها سقط أو خرم، كُتبت بخط أندلسي دقيق.
- نسخة مكتبة كوبرولو، وهي محفوظة تحت رقم (366)، وتقع في 531 ورقة، وتاريخ نسخها 629 هـ، وهي نسخة تامّة من بداية الكتاب إلى نهايته، ليس بها سقط أو خرم، كُتبت بخط النسخ ومضبوطة ضبطاً كاملاً.
- نسخة المكتبة العمرية، وهي محفوظة تحت رقم (9388)، وتقع في 174 ورقة، ولا يعرف تاريخ نسخها، إلا أن عليها سماعات قديمة أقدمها بتاريخ 461 هـ، وهي نسخة ناقصة بعض الأجزاء، كُتبت بخط النسخ.
- نسخة مكتبة جامعة برنستون، وهي محفوظة تحت رقم (104/589)، وتقع في 431 ورقة، وتاريخ نسخها 559 هـ، وهي نسخة ناقصة حوالي نصف الكتاب، كُتبت بخط مغربي.
- نسخ جامعة الملك سعود وهي عديدة، فمنها:
  - نسخة محفوظة تحت رقم (4741) وتقع في 274 ورقة وتاريخ نسخها 812 هـ، وهي نسخة جيدة كُتبت بخط النسخ.
  - نسخة محفوظة تحت رقم (288) وتقع في 181 ورقة وتاريخ نسخها 791 هـ، وهي نسخة جيدة كُتبت بخط نسخ معتاد.
  - نسخة محفوظة تحت رقم (2468) وتقع في 361 ورقة وتاريخ نسخها حوالي 800 هـ، وهي نسخة جيدة كُتبت بخط النسخ، ناقصة الأول والآخر وبها تمزيق.
  - نسخة في متحف الخط الإسلامي بتلمسان بتاريخ 1284 هـ.

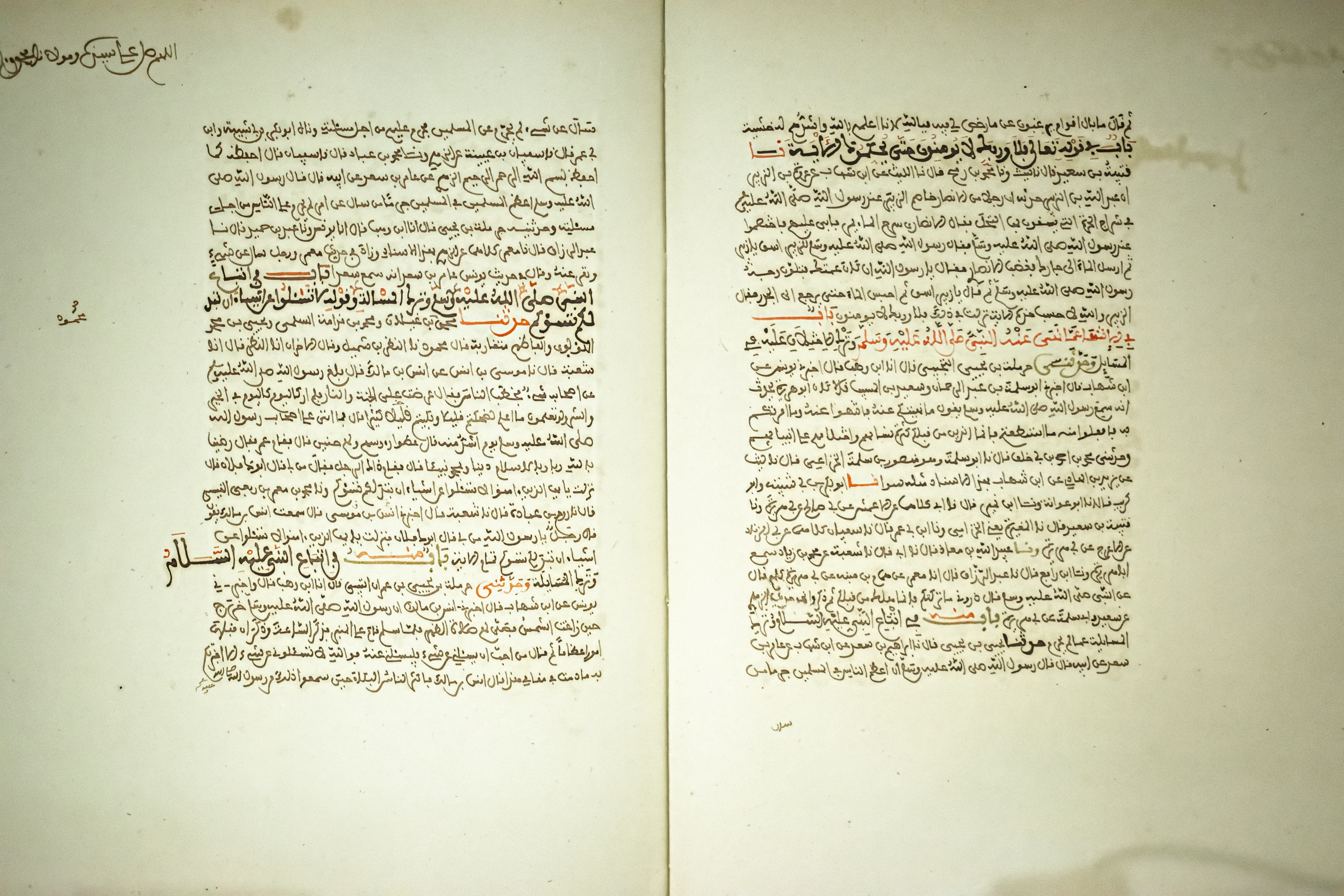
نسخة في متحف الخط الإسلامي بتلمسان بتاريخ 1284 هـ.
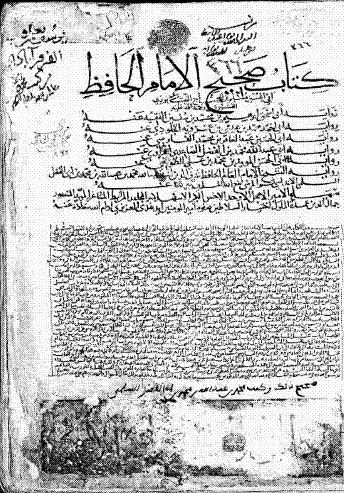
الصفحة الأولى من مخطوط صحيح مسلم المحفوظة في مكتبة كوبرولو ويعود تاريخ نسخها إلى عام 629 هـ/ حوالي 1232 م.

## طبعات الكتاب
توجد لصحيح مسلم طبعات كثيرة جداً قديماً وحديثاً، فمن أهمّ وأشهر الطبعات القديمة:
- طبعة كلكتة، الهند عام 1265 هـ، وقام بتحقيقها بديع الزمان بن محمد البردراني.
- طبعة المطبعة الكبرى الأميرية ببولاق بالقاهرة عام 1290 هـ، وتقع في جزئين.
- طبع مع شرح النووي في دلهي بالهند عام 1319 هـ، وتقع في جزأين.
- طبع في تركيا بالآستانة عام 1320 هـ، وتقع في ثمانية أجزاء.
- طبع بهامش إرشاد الساري في شرح صحيح البخاري للقسطلاني في المطبعة الكبرى الأميرية ببولاق عام 1323 هـ، وهي طبعة متقنة.
- طبع في القاهرة بالمطبعة الميمنية عام 1327 هـ، وتقع في أربعة أجزاء ومجلدين.
- طبع مع شرح الأُبي المسمى (إكمال إكمال المعلم) في مطبعة السعادة بمصر عام 1328 هـ، وهي طبعة متقنة.الصفحة الأولى من صحيح مسلم طبعة المكتبة العامرة بالآستانة بتركيا. طبعة عام 1330 هـ/ حوالي عام 1911 م.

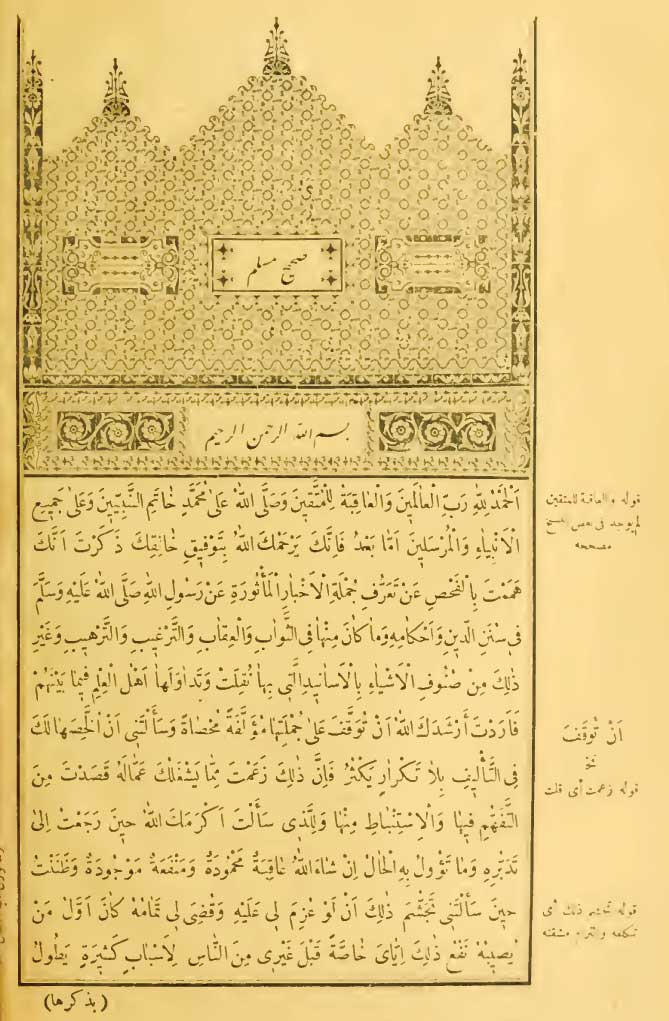
الصفحة الأولى من صحيح مسلم طبعة المكتبة العامرة بالآستانة بتركيا. طبعة عام 1330 هـ/ حوالي عام 1911 م.

- طبع في تركيا بالآستانة بالمطبعة العامرة عام 1330 هـ، وتقع في ثمانية أجزاء وأربعة مجلدات. وتعدّ هذه الطبعة من أجود الطبعات وأوثقها وقد قام محققوها بالاعتماد على عدد من النسخ الخطية وراجعها ودققها جماعة من العلماء. وتعتمد الكثير من الطبعات الحديثة على هذه الطبعة.
- طبع في القاهرة بمطبعة البابي الحلبي عام 1348 هـ.
- طبع في دار إحياء الكتب العربية بالقاهرة عام 1374 هـ بتحقيق محمد فواد عبد الباقي وتقع في أربع مجلدات ومجلد فهارس. وهي من أشهر الطبعات وتعدّ أصلاً للطبعات الجديدة حيث اعتمدت الغالبية العظمى منها على عدّ وترقيم وفهرسة محمد فؤاد عبد الباقي في طبعته.

وأما الطبعات الجديدة فمن أكثرها انتشاراً:
- طبعة دار النوادر وهي معتمِدة على الطبعة التركية العامرة وتقع في أربعة مجلدات.
- طبعة دار المعرفة بتحقيق خليل مأمون شيحا وتقع في مجلد واحد.
- طبعة دار قرطبة بتحقيق نظر الفاريابي وتقع في مجلد واحد.
- طبعة بيت الأفكار الدولية بتحقيق أبي صهيب الكرمي وتقع في مجلد واحد.
- طبعة دار التأصيل بتحقيق مركز البحوث التابع للدار وتقع في سبعة مجلدات.
- طبعة دار الفكر بتحقيق صبحي جميل العطّار وتقع في مجلد واحد. (ولهم طبعة مصوّرة عن الطبعة التركية العامرة في أربعة مجلدات).
- طبعة جمعية المكنز الإسلامي بتحقيقهم وتقع في مجلدين.
- طبعة مؤسسة الرسالة ناشرون بتحقيق عز الدين ضلي وعماد الطيار وياسر حسن وتقع في مجلد واحد.
- طبعة دار المنهاج بتحقيق محمد زهير بن ناصر الناصر وهي مصوّرة عن الطبعة التركية العامرة وتقع في أربعة مجلدات.

وطبعات أخرى كثيرة جداً.